# Коевци (област Габрово)
 Тази статия е за селото в Област Габрово.  За другото село с това име вижте Коевци (Област Велико Търново).  
Коевци е село в Северна България. То се намира в община Трявна, област Габрово.

## География
Село Коевци се намира в планински район.

## Личности
- Магдалина Гинова (1923 – ?), българска партизанка и политик от БКП